# Reële economie
Onder de term reële economie worden alle economische activiteiten verstaan die niet onder de financiële sector vallen, dus de productie, handel en distributie van materiële goederen en niet-financiële diensten. De reële economie is gericht op de activiteiten die het mensen mogelijk maakt om direct aan hun behoeften te voldoen, en niet op speculatie met of oppotten van geld (sparen). Van de schoonmaker, huisarts en het laboratorium tot de supermarkt, witgoedproducent en exporteur: ze vallen allemaal onder de reële economie.

## Reëel versus financieel
In de reële economie worden uitgaven als "reëel" beschouwd, als geld wordt gebruikt voor transacties buiten de financiële sector, bijvoorbeeld lonen die aan werknemers worden betaald voor verrichte arbeid, rekeningen die worden betaald voor de levering van brandstof of voedingsmiddelen die voor consumptie zijn gekocht. Zo'n transactie omvat dus de levering van iets anders dan geld of een financieel product; geld wordt alleen gebruikt voor de tegenprestatie. 

### Reële variabelen
De reële economie bestaat ook zonder geld, zij bestond al toen er nog geen geld was. Economische grootheden kunnen daarom ook in andere variabelen dan geld worden uitgedrukt, bijvoorbeeld:
- Inkomsten, lonen: een krat sinaasappels voor een uur werk.
- Productie, output: een meubelbedrijf produceert 20 tafels en 40 stoelen per dag.

### Raakvlakken tussen reële en financiële economie
In de reële economie hebben bedrijven geld nodig om te kunnen investeren en produceren, willen consumenten een hypotheek voor hun huis, spaargeld als appeltje voor de dorst en pensioen voor de oude dag en heeft de overheid geld nodig voor het begrotingstekort. Daarnaast zijn er mensen die zoveel geld hebben, dat ze het geld dat ze niet direct nodig hebben, goed willen beleggen. Voor al deze zaken is de financiële sector nodig. En hier raken de reële economie en financiële sector elkaar: beleggers en pensioenfondsen kunnen beleggen in aandelen die bedrijven in staat stellen om te investeren en produceren, en in staatsobligaties waardoor overheden hun plannen kunnen uitvoeren, spaarders zorgen ervoor dat banken hypotheken en andere leningen kunnen verstrekken. 
De kunst is om al deze zaken goed op elkaar af te stemmen en als totaal in evenwicht te houden. Het gaat mis als: 
1. Er meer overtollig geld is dan projecten om in te investeren: dan schieten de prijzen van aandelen en huizen omhoog waardoor er bubbels ontstaan, daalt de rente waardoor sparen niets meer oplevert en pensioenen in gevaar komen en kan hoge inflatie ontstaan. Een situatie met te veel geld kan ontstaan als ondernemingen niet meer (genoeg) willen innoveren en investeren (stagnatie in de reële economie, bijvoorbeeld door slechte economische vooruitzichten of gebrek aan innovatieve ideeën of gekwalificeerd personeel) of als banken  te veel geld in omloop brengen (oververhitting door monetaire acties), bijvoorbeeld door geld te scheppen of kwantitatieve versoepeling.
2. Er te weinig geld is voor investeringen, hypotheken en overheidsuitgaven: dan zal de reële economie stagneren (er is immers geen geld om uit te breiden) en de rente stijgen (want de vraag naar geld stijgt en dus stijgt de prijs ervan). Een oplossing is dan om geld te scheppen, door banken of de centrale bank.

## Geschiedenis van het begrip "reëel"
Het economische begrip reëel (als in reële waarde) gaat terug op Copernicus en diens ideeën over de waardevastheid van geld (zie wet van Gresham). Gedurende de twintigste eeuw raakte het gekoppeld aan de meting van o.a. koopkracht en inflatie. Met de financialisering in de late twintigste eeuw en de daaropvolgende crisis raakte de tegenstelling reëel–financieel ingeburgerd in het maatschappelijk en politiek debat, waarin reële economie een overwegend positieve connotatie heeft aangenomen.